# 1000-km-Rennen von Mosport 1984

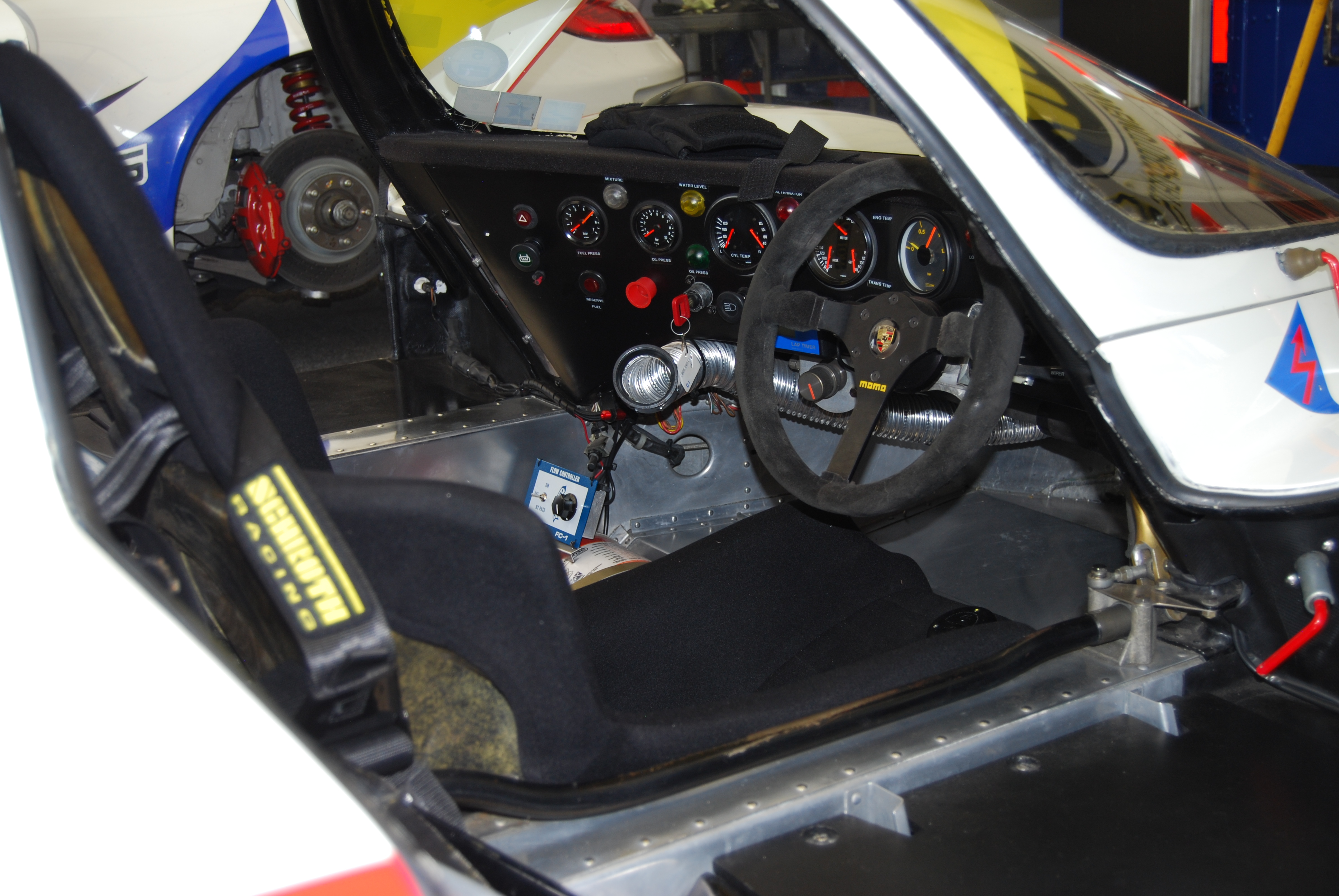
Cockpit des Siegerwagenmodells Porsche 956

Das 1000-km-Rennen von Mosport 1984, auch Budweiser GT, Mosport Park, fand am 5. August auf dem Canadian Tire Motorsport Park statt und war der sechste Wertungslauf der Sportwagen-Weltmeisterschaft dieses Jahres.

## Das Rennen
Die Weltmeisterschaftsssaison 1984 stand ganz im Zeichen der Porsche-Werksmannschaft mit dem Rennwagenmodell 956. Beim Rennen in Mosport war die Dominanz der Werkswagen noch krasser als bis dahin, da neben Lancia auch einige Porsche-Privatteams auf eine Kanada-Reise verzichteten. Jacky Ickx und Jochen Mass hatten nach 6:00:41,411 Stunden Fahrzeit einen Vorsprung von acht Runden auf den Brun-Porsche 956 B von David Hobbs, Rupert Keegan und Franz Konrad. Der drittplatzierte Gruppe-C2-Alba AR2 von Guido Daccò und Almo Coppelli lag bereits 24 Runden zurück. 
Ein besonderes Privileg wurde dem Amateurrennfahrer und Pink-Floyd-Schlagzeuger Nick Mason zuteil, der gemeinsam mit Vern Schuppan den dritten Werks-Porsche 956 fuhr. Nach einigen ungeplanten Boxenstopps wegen technischer Probleme kam der Wagen jedoch nicht in die Wertung.

## Ergebnisse

### Schlussklassement
| 1               | C1  | 1  | Rothmans                              | Jacky Ickx Jochen Mass                              | Porsche 956      | 253 |
| 2               | C1  | 33 | Skoal Bandit                          | David Hobbs Rupert Keegan Franz Konrad              | Porsche 956B     | 245 |
| 3               | C2  | 81 | Jolly Club                            | Guido Daccò Almo Coppelli                           | Alba AR2         | 229 |
| 4               | C1  | 2  | Rothmans                              | Stefan Bellof Derek Bell                            | Porsche 956      | 221 |
| 5               | C2  | 82 | Maurizio Gellini                      | Pasquale Barberio Maurizio Gellini Gerardo Vatielli | Alba AR3         | 217 |
| 6               | C2  | 80 | Jolly Club                            | Martino Finotto Alfredo Sebastiani Carlo Facetti    | Alba AR2         | 204 |
| 7               | C2  | 99 | JQF Engineering Esso Canada Petroleum | Peter Lockhart Jeremy Rossiter Roy baker            | Tiga GC284       | 185 |
| Nicht klassiert |     |    |                                       |                                                     |                  |     |
| 8               | C1  | 20 | Kremer Brothers Sperry Turbo          | Bill Adam Kees Nierop George Fouché                 | Porsche 956      | 159 |
| 9               | C1  | 3  | Rothmans                              | Vern Schuppan Nick Mason                            | Porsche 956      | 156 |
| Ausgefallen     |     |    |                                       |                                                     |                  |     |
| 10              | C2  | 84 | Lyncar Motorsport                     | Allen Berg Costas Los                               | Lyncar MS83      | 206 |
| 11              | C1  | 19 | Team Gaggia                           | Oscar Larrauri Walter Brun                          | Porsche 956      | 204 |
| 12              | GTO | 40 | Bieri Racing                          | Uli Bieri Matt Gysler                               | BMW M1           | 190 |
| 13              | GTO | 65 | English Motorsport Enterprizes        | Gary English Mike Laws                              | Chevrolet Camaro | 156 |
| 14              | C1  | 21 | Charles Ivey                          | Dudley Wood Barry Robinson                          | Grid S2          | 127 |
| 15              | C2  | 73 | Pepsi Challenger                      | John Graham George Schwarz                          | Gebhardt JC843   | 40  |
| 16              | GTO | 60 | Alps Restoration                      | Peter Aschenbrenner Mike Freberg                    | Audi 80 Coupe    | 12  |
| Nicht gestartet |     |    |                                       |                                                     |                  |     |
| 17              | C1  | 55 | Skoal Bandit                          | Rupert Keegan Franz Konrad                          | Porsche 956      | 1   |

1 Unfall im Training

### Nur in der Meldeliste
Hier finden sich Teams, Fahrer und Fahrzeuge, die ursprünglich für das Rennen gemeldet waren, aber aus den unterschiedlichsten Gründen daran nicht teilnahmen.
| Pos. | Klasse | Nr. | Team        | Fahrer                    | Chassis |
| ---- | ------ | --- | ----------- | ------------------------- | ------- |
| 18   | B      | 106 | Helmut Gall | Helmut Gall Scott Maxwell | BMW M1  |

### Klassensieger
| Klasse | Fahrer                  | Fahrer        | Fahrzeug    | Platzierung im Gesamtklassement |
| ------ | ----------------------- | ------------- | ----------- | ------------------------------- |
| C1     | Jacky Ickx              | Jochen Mass   | Porsche 956 | Gesamtsieg                      |
| C2     | Guido Daccò             | Almo Coppelli | Alba AR2    | Rang 3                          |
| GTO    | kein Teilnehmer im Ziel |               |             |                                 |

### Renndaten
- Gemeldet: 18
- Gestartet: 16
- Gewertet: 7
- Rennklassen: 3
- Zuschauer: 50.000
- Wetter am Renntag: heiß und trocken
- Streckenlänge: 3,957 km
- Fahrzeit des Siegerteams: 6:00:41,411 Stunden
- Gesamtrunden des Siegerteams: 253
- Gesamtdistanz des Siegerteams: 1001,121 km
- Siegerschnitt: 166,550 km/h
- Pole Position: Stefan Bellof – Porsche 956 (#2) – 1:12,207
- Schnellste Rennrunde: Stefan Bellof – Porsche 956 (#2) – 1:13,874 = 192,820 km/h
- Rennserie: 6. Lauf zur Sportwagen-Weltmeisterschaft 1984